# José López Bermúdez
José López Bermúdez (* 19. Dezember 1908 (nach anderen Angaben: 1910) in Moroleón, Guanajuato; † 19. Juli 1971 in Mexiko-Stadt) war ein mexikanischer Politiker des Partido Revolucionario Institucional (PRI), der unter anderem zwischen 1957 und 1958 Präsident des Abgeordnetenhauses (Cámara de Diputados) war.

## Leben
José López Bermúdez begann nach dem Besuch der Grundschule in Celaya sowie der „Rafael Dondé“-Handelsschule in Mexiko-Stadt ein Studium der Agrarwissenschaften an der Escuela Superior de Agricultura der Universidad Autónoma de Chihuahua und war danach als Agraringenieur tätig. Am 1. September 1946 wurde er für den Partido Revolucionario Institucional (PRI) erstmals Mitglied des Abgeordnetenhauses (Cámara de Diputados), des Unterhauses des Kongresses der Union (Congreso General de los Estados Unidos Mexicanos), und vertrat in diesem bis zum 31. August 1949 in der 40. Legislaturperiode den 4. Wahlkreis des Bundesstaates Chihuahua. Nach seinem Ausscheiden aus dem Parlament wurde er am 31. März 1949 Generalsekretär des PRI und hatte diese Funktion bis zu seiner Ablösung durch Adolfo López Mateos am 3. Juni 1952 inne. Zugleich fungierte er zwischen 1949 und 1952 als Generalsekretär des Nationalen Bauernbundes (Confederación Nacional Campesina) sowie 1952 Direktor für Redner beim Wahlkampf von Adolfo Ruiz Cortines bei der Wahl zum Präsidenten. Im Anschluss fungierte er von 1952 bis 1954 als Generalsekretär des Landwirtschaftsministeriums (Secretaría de Agricultura y Fomento).
Am 1. September 1955 wurde López Bermúdez erneut Mitglied des Abgeordnetenhauses und vertrat dort nunmehr in der 43. Legislaturperiode bis zum 31. August 1958 den 6. Wahlbezirk des Bundesstaates Guanajuato. Im September 1957 löste er Rafael Corrales Ayala als Präsident des Abgeordnetenhauses ab und hatte dieses Amt als Parlamentspräsident bis September 1958 inne, woraufhin Federico Ortíz Armengol seine Nachfolge antrat. Nach seinem Ausscheiden aus dem Abgeordnetenhaus war er zwischen September 1958 und August 1961 als Senador suplente auch stellvertretendes Mitglied des Senats (Senado de México), des Oberhauses des Kongresses der Union. Am 1. September 1961 wurde er abermals Mitglied des Abgeordnetenhauses und vertrat dort nunmehr in der 45. Legislaturperiode bis zum 31. August 1964 den 8. Wahlbezirk des Bundesstaates Guanajuato. 1962 war er auch mexikanischer Koordinator beim II. Interparlamentarischen Treffen zwischen Mexiko und den USA. 

## Veröffentlichungen
- Voces de sombra de luna y de mar, 1939
- Tierra y sueño. Parábolas, 1943
- Teoria de la palabra, 1954